# Euchloron megaera
Euchloron megaera là một loài bướm đêm thuộc họ Sphingidae.

## Phụ loài
- Euchloron megaera megaera
- Euchloron megaera asiatica Haxaire & Melichar, 2009
- Euchloron megaera lacordairei (Boisduval, 1833)
- Euchloron megaera orhanti Haxaire, 2010
- Euchloron megaera serrai Darge, 1970

## Hình ảnh

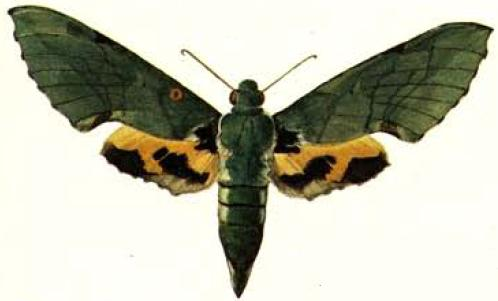
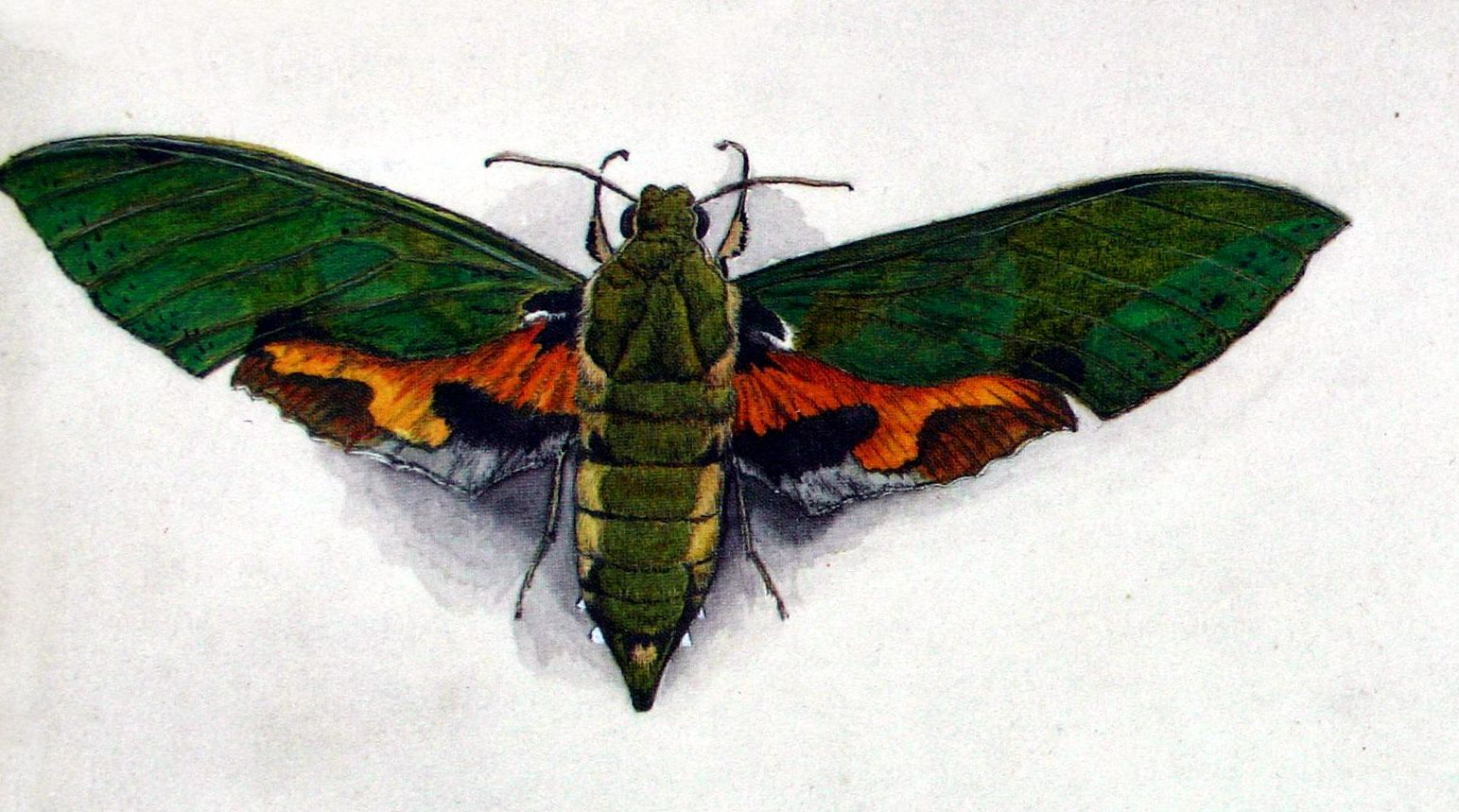